# Милагрис (Сеара)
Милагрис (порт. Milagres)  —  муниципалитет в Бразилии, входит в штат Сеара. Составная часть мезорегиона Юг штата Сеара. Входит в экономико-статистический  микрорегион Брежу-Санту. Население составляет 31 306 человек на 2006 год. Занимает площадь 546,637 км². Плотность населения — 57,3 чел./км².

## Статистика
- Валовой внутренний продукт на 2003 составляет 61.613.049,00 реалов (данные: Бразильский институт географии и статистики).
- Валовой внутренний продукт на душу населения на 2003 составляет 2.034,91 реалов (данные: Бразильский институт географии и статистики).
- Индекс развития человеческого потенциала на 2000 составляет 0,641 (данные: Программа развития ООН).